# Virbia lativitta
Virbia lativitta là một loài bướm đêm thuộc phân họ Arctiinae, họ Erebidae.